# Partit Sindicalista
El Partit Sindicalista fou un partit polític fundat el 7 d'abril de 1934 per Ángel Pestaña i altres militants de la CNT, amb l'esperança de convertir-se en el partit polític de la CNT i trencar així l'hegemonia "faista" a la qual s'oposava. No pogué arrossegar ni la Federació Sindicalista Llibertària ni els Sindicats d'Oposició. La seva influència romangué limitada a petits nuclis a Madrid, a Andalusia, a Saragossa, a Catalunya i al País Valencià. Doctrinalment, el partit defensà per a la societat post-revolucionària un model de societat basat en el control de la producció pels sindicats, de la distribució per les cooperatives i dels afers públics pels municipis, en una mena d'estat sindicalista.
L'òrgan central del partit, "El Sindicalista", passà aviat, pel setembre del 1935, a Madrid, però esclatada la guerra civil a Barcelona aparegueren "Hora Sindicalista" (1936-37) i "Mañana" (1937-39). Participà en el pacte del Front Popular, el Partit Sindicalista va obtenir dos escons en les eleccions de febrer de 1936, un d'ells per al fundador d'aquesta formació, Ángel Pestanya, i l'altre per a l'advocat llibertari Benito Pabón, i durant la guerra civil tingué un cert desenvolupament, assolint uns 30.000 afiliats.